# Pierre-Louis Lions
Pierre-Louis Lions, francoski matematik, * 11. avgust 1956, Grasse, Francija.

## Priznanja
Nagrade
- Fieldsova medalja (1994)